# Daru
Daru is een plaats in Papoea-Nieuw-Guinea en de hoofdplaats van de provincie Western.
Daru telde in 2000 bij de volkstelling 12.879 inwoners. De plaats ligt in haar geheel op een gelijknamig eiland dat gesitueerd is voor de monding van de Fly Rivier in het westelijke deel van de Papoea Golf, pal ten noorden van Straat Torres en Far North Queensland. Na Port Moresby is Daru de grootste zuidelijke kustplaats van Papoea-Nieuw-Guinea.
De bewoners van Daru spreken Kiwai, een taal die genoemd is naar het eiland Kiwai dat elders in de delta van de Fly ligt. Ook in enkele nederzettingen op de tegenoverliggende kust worden dialecten van het Kiwai gesproken. De Kiwai hebben de eerdere bewoners, de Hiamo, van het eiland Daru verdrongen. Ze waren afkomstig van Yam, een van de eilanden in Straat Torres. Tijdens de kolonisatie van de Kiwai hebben de Hiamo zich weer teruggetrokken naar de zuidlijker gelegen eilanden tussen Nieuw-Guinea en Australië.